# 前列腺炎
前列腺炎（Prostatitis）指发生于前列腺组织的炎症。由于前列腺在一定水平血睾丸酮作用下形成，女性仅找到组织胚胎学意义上的前列腺痕迹，没有人体解剖学意义上的前列腺，前列腺炎属于男性疾病。前列腺炎在医学上有以下分类：
- 急性细菌性前列腺炎
- 慢性细菌性前列腺炎
- 慢性非细菌性前列腺炎
- 前列腺增生

前列腺位于男子盆腔的底部——膀胱下，尿道上；耻骨后，直肠前。男子发育后，在血睾丸酮作用下形成底部横径4厘米，前后径2厘米；纵径3厘米，外形如同倒放的栗子样圆锥体。它位于膀胱颈的下方，包绕着膀胱口与尿道结合部位，即：前列腺中间形成的管道构成尿道的上口部分。
在世界范围内，慢性前列腺炎（除急性类型）患者在自然成年男性人群中约占1.7～25.4％，占年轻人最高五项生殖尿道诊断之首；其中，慢性细菌性前列腺炎仅占慢性前列腺炎患者5～10％，自氟喹诺酮类药物应用于临床以来，慢性细菌性前列腺炎患者占门诊慢性前列腺炎患者比例降至约1.5％。慢性非细菌性前列腺炎和前列腺痛占慢性前列腺炎患者的比例高达95％以上。

## 外部連結
- 中的“Prostatitis”
- Prostatitis Self Assessment Calculator （页面存档备份，存于）